# Ditassa liesneri
Ditassa liesneri är en oleanderväxtart som beskrevs av G. Morillo. Ditassa liesneri ingår i släktet Ditassa och familjen oleanderväxter. Inga underarter finns listade i Catalogue of Life.